# المجلس الأعلى المؤقت للقضاء (تونس)
المجلس الأعلى المؤقت للقضاء هو مؤسسة دستورية مؤقتة، تضمن عموما حسن سير القضاء واستقلاليته كما يتمتع بالاستقلالية الوظيفية والإدارية والمالية ويشرف على شؤون القضاء العدلي والإداري والمالي. أحدثه الرئيس قيس سعيد بمقتضى المرسوم الرئاسي عدد 11 لسنة 2022 مؤرخ في 12 فبراير 2022 ليحل محل المجلس الأعلى للقضاء الذي أعلن الرئيس حله في 5 فبراير 2022.

## التاريخ
في 25 يوليو 2021، أعلن الرئيس قيس سعيد تجميد البرلمان ورفع الحصانة عن النواب وحل حكومة هشام المشيشي، وهي اللحظة التي انطلق فيها الصراع بين المجلس الأعلى للقضاء والرئيس قيس سعيد. لطالما وجه الأخير انتقادات واتهامات عديدة للمجلس وأعضاءه، مثل «التراخي في تطبيق القانون» و«الفساد». كما دعى رئيس الدولة مرارا إلى ما سماه «تطهير القضاء» مشددا على أن «القضاء وظيفة وليس سلطة».
وفي 19 يناير 2022، سحب الرئيس سعيد جميع المنح والامتيازات المخولة لأعضاء المجلس الأعلى للقضاء. وفي 5 فبراير 2022 وتزامنا مع ذكرى اغتيال الشهيد شكري بلعيد، ظهر الرئيس قيس سعيد في ساعة متأخرة من مقر وزارة الداخلية ليعلن حل المجلس الأعلى للقضاء كما دعى أنصاره للتظاهر ضد المجلس والمطالبة بحله. وفي 7 فبراير 2022، أعلن رئيس «الأعلى للقضاء» يوسف بوزاخر عن إغلاق قوات الأمن لمقر المجلس ومنعها الإداريين وأعضاء المجلس من دخوله. الأمر الذي خلف ردود فعل محلية ودولية رافضة لذلك.

## تركيبته
يتكون المجلس الأعلى المؤقت للقضاء من 3 مجالس مؤقتة للقضاء العدلي والإداري والمالي ولكل مجلس 7 مقاعد. وفي 7 مارس 2022، أدى أعضاء المجالس المؤقتة للقضاء العدلي والإداري والمالي اليمين. كما أصدر الرئيس قيس سعيد أمرا رئاسيا يقضي بتسميتهم.
| المهمة                       | العضو                | الصفة                                     |
| المجلس المؤقت للقضاء العدلي  |                      |                                           |
| رئيس                         | المنصف الكشو         | الرئيس الأول لمحكمة التعقيب               |
| نائب رئيس                    | فتحي عروم            | وكيل الدولة العام لدى محكمة التعقيب       |
| مقرر                         | عماد الدرويش         | وكيل الدولة العام مدير المصالح العدلية    |
| عضو                          | أحمد الحافي          | رئيس المحكمة العقارية                     |
| عضوة                         | شادية بالحاج إبراهيم | قاضي عدلي متقاعد                          |
| عضوة                         | نجاة بوليلة          | قاضي عدلي متقاعد                          |
| عضوة                         | شادية الصافي         | قاضي عدلي متقاعد                          |
| المجلس المؤقت للقضاء الإداري |                      |                                           |
| رئيس                         | مهدي قريصيعة         | الرئيس الاول للمحكمة الإدارية             |
| نائب رئيس                    | سميرة قيزة           | رئيس الدائرة التعقيبية (الأقدم في خطته)   |
| مقررة                        | سلوى قريرة           | مندوب الدولة العام (الاقدم في خطته)       |
| عضوة                         | نايلة القلال         | رئيس الدائرة الاستئنافية (الأقدم في خطته) |
| عضوة                         | جليلة المدورى        | قاضي إداري متقاعد                         |
| عضوة                         | نبيهة مقطوف الشايبي  | قاضي إداري متقاعد                         |
| عضوة                         | مصطفي باهية          | قاضي إداري متقاعد                         |
| المجلس المؤقت للقضاء المالي  |                      |                                           |
| رئيس                         | نجيب الكتاري         | الرئيس الاول لمحكمة المحاسبات             |
| نائب رئيس                    | نور الدين الزوالي    | وكيل الدولة العام                         |
| مقرر                         | حاتم السنيني         | وكيل الرئيس الأول لمحكمة المحاسبات        |
| عضوة                         | سلوى بن وال          | رئيس دائرة استئنافية (الأقدم في الخطة)    |
| عضو                          | جيلاني شباح          | قاضي مالي متقاعد                          |
| عضو                          | حسين الجويلي         | قاضي مالي متقاعد                          |
| عضوة                         | هند القنجي           | قاضي مالي متقاعد                          |

## مهامه
حسب المرسوم الرئاسي عدد 11 فتتلخص مهام هذا المجلس في:
- اقتراح الإصلاحات الضرورية لضمان حسن سير القضاء واحترام استقلاليته.
- إبداء الرأي بخصوص التشريعات المتعلقة بتنظيم العدالة وإدارة القضاء واختصاصات المحاكم والإجراءات المتبعة لديها والأنظمة الخاصة بالقضاة.

## انتقادات
تلقى المرسوم الرئاسي عدد 11 والمتعلق بإحداث وتنظيم عمل المجلس الأعلى المؤقت للقضاء انتقادات عديدة، منها إلغاء عضوية المحامين والأساتذة الجامعيين والخبراء في المجلس الجديد على أن تتضمن تركيبته، قضاة مباشرون بصفاتهم وقضاة متقاعدون فقط. لكن عميد المحامين التونسيين ابراهيم بودربالة لم يبدي أي قلق إزاء هذا التغيير.
أثارت أيضا الصلاحيات الجديدة لرئيس الجمهورية ووزير العدل في مرسوم إحداث المجلس المؤقت للقضاء، جدلا كبيرا بعد إعلان توسيعها، ليحق للرئيس طلب إعفاء القضاة والاعتراض على الترشّحات. وينص الفصل التاسع من المرسوم الرئاسي على انه يحجّر على القضاة من مختلف الأصناف الإضراب وكلّ عمل جماعي منظم من شأنه إدخال اضطراب أوتعطيل في سير العمل العادي بالمحاكم.
كما أعلنت جمعية القضاة التونسيين عن رفضها إحداث المجلس الأعلى المؤقت للقضاء، معتبرة  المرسوم عدد 11 المتعلق بإحداث المجلس الجديد «عديم السند القانوني والدستوري» وطالبت الجمعية المجلس الأعلى للقضاء بالتمسك بوجوده ومواصلة ممارسة صلاحياته باعتباره «المؤسسة الدستورية الشرعية الوحيدة الممثلة للسلطة القضائيّة والضامنة لنظام الفضل بين السلط والتوازن بينها»، وفق نص بيان صادر عن المكتب التنفيذي للجمعية.
أعلن كل من جمعية القضاة الشبان واتحاد القضاة الإداريين أيضا رفضهم لإحداث مجلس القضاء المؤقت ودعوا لمقاطعته.
اعتبر رئيس المجلس الأعلى للقضاء المنحل، يوسف بوزاخر أن إحداث المجلس الأعلى المؤقت للقضاء مخالف للدستور.